# HD 71863
HD 71863 är en ensam stjärna i den norra delen av stjärnbilden Flygfisken. Den har en skenbar magnitud av ca 5,94 och är svagt synlig för blotta ögat där ljusföroreningar ej förekommer. Baserat på parallax enligt Gaia Data Release 2 på ca 7,7 mas, beräknas den befinna sig på ett avstånd på ca 421 ljusår (ca 129 parsek) från solen. Den rör sig bort från solen med en heliocentrisk radialhastighet på ca 26 km/s.

## Egenskaper
HD 71863 är en orange till gul jättestjärna av spektralklass G8/K0 III med ett lågt metallinnehåll på ca 79 procent av solens. Den har en massa som är ca 2,7 solmassor, en radie som är ca 11 solradier och har ca 72 gånger solens utstrålning av energi från dess fotosfär vid en effektiv temperatur av ca 5 000 K.
HD 71863 är belägen nära en rörelsegrupp i Kölen, men rör sig gemensamt endast av en tillfällighet och har ingen förbindelse med gruppen.